# دغل (فیلم ۲۰۰۷)
دغل (به تامیلی: Pokkiri) فیلمی محصول سال ۲۰۰۷ و به کارگردانی پرابو دوا است. در این فیلم بازیگرانی همچون ویجای، آسین، پراکاش راج، نثار، ماکش تیواری، وادیویلو، سریمن و مومیث خان ایفای نقش کرده‌اند.